# Paralongicyatholaimus mastigodes
Paralongicyatholaimus mastigodes är en rundmaskart som beskrevs av Stekhoven 1950. Paralongicyatholaimus mastigodes ingår i släktet Paralongicyatholaimus och familjen Cyatholaimidae. Inga underarter finns listade i Catalogue of Life.